# Estela de la Granja de Toriñuelo
La Estela de la Granja de Toriñuelo es una estela o estatua-menhir proveniente de Jerez de los Caballeros en la Dehesa de la Granja, en la provincia de Badajoz, en la Comunidad Autónoma de Extremadura, y ahora está en el Museo Arqueológico Nacional de España en Madrid.
La estela de granito, que está ligeramente dañada en la parte superior, fue descubierta en 1914 por José Ramón Mélida (1856–1933) en la granja de la Granja de Toniñuelo. Georg Leisner la vio en 1934 y poco después fue publicada en una revista por Hugo Obermaier . La estela fue donada al Museo Arqueológico Nacional por mediación del Conde de Casal.
Es una pieza llamativa por su tamaño y detalle, cuya cara está rodeada de adornos que se interpretan como diademas o collares y cuya cintura está rodeada por un cinturón. Los monumentos antropomórficos e iconográficos son característicos de la Edad del Bronce en el oeste de la península ibérica. La estela difiere de otras estatuas menhires similares de Francia en que su la cabeza no está esculpida, sino que está tallada en la estela, lo que hace posible el anillo radiante exterior, alrededor de la cabeza. 
Algunos autores ven una relación con el dolmen de Toriñuelo en la misma finca, cuya existencia fue el motivo de la visita de Leisner. Sin embargo, aparte de su proximidad geográfica, no hay evidencia de una relación entre la estela y el enterramiento en tholos, que se encuentra en una colina con un diámetro de más de 70 metros. En la cámara funeraria se ha podido demostrar la existencia de pinturas y esculturas que prácticamente desaparecieron en su totalidad y en las que se podían encontrar serpientes y motivos circulares. 
También hay dos dólmenes en los municipios de Valcavado y Palomilla.